# Jürgen Henningsen
Jürgen Henningsen (geboren am 1. Juni 1933 in Kiel; gestorben am 14. Oktober 1983 in Münster) war ein deutscher Erziehungswissenschaftler und als Hochschullehrer vor allem in der Lehrerausbildung tätig. Er war zeitweise auch Ministerialbeamter und zudem als Autor, erfolgreicher Schachspieler, Chanson-Schreiber und Kabarettist aktiv. Jürgen Henningsen war der Sohn von Axel Henningsen. 

## Leben
Jürgen Henningsen war Sohn des schleswig-holsteinischen Lehrers und Kultusbeamten Axel Henningsen, der auch als Förderer der Erwachsenenbildung und der Heimvolkshochschulen tätig war. Nach dem Abitur an einem Internatsgymnasium studierte er, u. a. als Stipendiat der Deutschen Forschungsgemeinschaft, von 1952 bis 1954 an der Pädagogischen Hochschule in Kiel. Nach dem Staatsexamen studierte er an den Universitäten Kiel und Göttingen Pädagogik Philosophie, Vergleichende Indogermanische Sprachwissenschaft und Anglistik und wurde 1957 promoviert. Er unterrichtete an mehreren Volksschulen. Seine 1958 veröffentlichte Dissertation behandelte den „Hohenrodter Bund“, eine tonangebende Strömung in der Erwachsenenbildung der Weimarer Republik. Seine zwischen 1958 und 1960 erschienenen Veröffentlichungen stellen die ersten Systematisierungsversuche und Quellensicherungen der Volksbildung der Weimarer Zeit dar. Danach arbeitete er als Dozent an verschiedenen Volkshochschulen und Heimvolkshochschulen.
Ab 1960 war er Assistent am Institut für Pädagogik der Universität Kiel. Von 1963 bis 1967 lehrte er als Professor an den Pädagogischen Hochschulen Braunschweig, Hannover und Ruhr in (Essen-)Kettwig. 1967 berief ihn der damalige nordrhein-westfälische Kultusminister Fritz Holthoff (SPD) in sein Ministerium, wo er bis 1968 als Referent für Grundsatzfragen und Koordinierung der Lehrerbildung und für politische Bildung tätig war. Ab 1972 war er Lehrstuhlinhaber am Institut für Erziehungswissenschaft der Westfälischen Wilhelms-Universität Münster. Nach der Umstrukturierung und Binnendifferenzierung des Instituts für Erziehungswissenschaft 1977 leitete Henningsen die Abteilung Pädagogische Psychologie und Empirische Pädagogik.
Seine wissenschaftlichen Interessen lagen in einem breiten Spektrum zwischen Wissenschaftstheorie und pädagogischer Praxisreflexion. Er plädierte regelmäßig für intellektuelle anstelle moralischer Lösungen im Bildungsprozessen und verstand sich mit seinen undogmatischen, oft ironischen und paradoxen Interventionen auch als „pädagogischer Literat“. Henningen verknüpfte häufig seine pädagogischen und kabarettistischen Absichten. Der Titel seiner Münsteraner Kabarettgruppe „Fortschrott“ zeugt von seinem Skeptizismus, den er gegen konservative und linke Dogmatiker zu wenden verstand.
Henningsen war verheiratet mit der Lehrerin und Autorin Wiltrud Henningsen und hatte vier Kinder, die gelegentlich auch in seinen pädagogischen Essays vorkommen. Einige Romane und Kurzgeschichten wurden aus dem Nachlass veröffentlicht.

## Veröffentlichungen (Auswahl)
- Der Hohenrodter Bund. Zur Erwachsenenbildung in der Weimarer Zeit, Heidelberg 1958.
- Zur Theorie der Volksbildung. Historisch-kritische Studien zur Weimarer Zeit, Berlin/Köln 1959
- (Hrsg.) Die Neue Richtung in der Weimarer Zeit. Dokumente und Texte von Robert von Erdberg, Wilhelm Flitner, Walter Hofmann, Eugen Rosenstock-Huessy, Stuttgart 1960
- Straßentunnel Rendsburg. Ein gesamtunterrichtliches Arbeitsbuch für Schüler der Volksschuloberstufe, Rendsburg 1961 (mit Karl Knoop)
- Die Aufgaben der Volksschule, Kiel 1961 (mit Fritz Blättner),
- Test, Experiment, Befragung. Ein kritisches Plädoyer, Essen 1963
- Bildsamkeit, Sprache und Nationalsozialismus. Essen 1963
- Erziehungswissenschaft leichtgemacht, Essen 1965
- Enzyklopädie. Zur Sprach- und Bedeutungsgeschichte eines pädagogischen Begriffs, in: Archiv für Begriffsgeschichte. Bausteine zu einem historischen Wörterbuch  der Philosophie, 10/1966, S. 271–362
- Lüge und Freiheit. Ein Plädoyer zur politischen Bildung, Wuppertal 1966
- Die zweite Prüfung – Ethik und Rezepte, Bochum 1967
- Theorie des Kabaretts, Ratingen 1967
- Atome, Algen, Automaten – Futurologie in der Schule, Braunschweig 1968
- "Heinen, Anton" in: Neue Deutsche Biographie 8 (1969), S. 301, online: https://www.deutsche-biographie.de/pnd11910671X.html#ndbcontent
- Peter stört, in: Andreas Flitner/Hans Scheuerl (Hrsg.):Einführung in pädagogisches-Sehen und Denken, München 1969
- Kinder, Kommunikation und Vokabeln, Heidelberg 1969
- Kommunikation zwischen Fußnote und Feuilleton, Weinheim 1972
- Erfolgreich manipulieren: Methoden des  Beybringens, Ratingen 1974
- Leben entsteht aus Geschichten. Eine Studie zu August Hermann Francke, in:  Neue Zeitschrift für Systematische Theologie und Religionsphilosophie, Band 19: Heft 2, online: doi:10.1515/nzst.1977.19.2.261
- Sprachen und Signale der Erziehungswissenschaft, Stuttgart 1980
- Autobiographie und Erziehungswissenschaft, Fünf Studien, Essen 1981 (Erstveröff. 1962)
- Vielleicht bin ich heute noch ein Nazi, in: Zeitschrift für Pädagogik 28 (1982) 3, S. 341–354, online: https://www.pedocs.de/volltexte/2020/14208/pdf/ZfPaed_1982_3_Henningsen_Vielleicht_bin_ich_heute_noch.pdf
- Die linke Lüge und ein paar gewöhnliche Widersprüche. In: Rainer Winkel (Hrsg.): Deutsche Pädagogen der Gegenwart, Bd. 1. Düsseldorf 1984, S. 87–110
- Die Leiche kam nicht auf dem Dienstweg. Kriminalroman, Münster 1994, ISBN 978-3-920591-24-7